# Ivan Maffeis
Ivan Maffeis (Pinzolo, 18 novembre 1963) è un arcivescovo cattolico italiano, dal 16 luglio 2022 arcivescovo metropolita di Perugia-Città della Pieve.

## Biografia
Ivan Maffeis è nato a Pinzolo, in provincia e arcidiocesi di Trento, il 18 novembre 1963.

### Formazione e ministero sacerdotale
Ha compiuto gli studi superiori e di filosofia e teologia presso il seminario arcivescovile di Trento.
Il 26 giugno 1988 è stato ordinato presbitero per l'arcidiocesi di Trento. In seguito è stato vicario parrocchiale della parrocchia di Santo Stefano Protomartire a Mori dal 1988 al 1990. Nel 1990 è stato inviato a Roma per studi. Nel 1993 ha conseguito la licenza e nel 1997 il dottorato in scienze delle comunicazioni sociali presso l'Università Pontificia Salesiana. Tornato in diocesi è stato parroco delle parrocchie della Traslazione di Santa Marina a Ravina e di Santa Brigida a Romagnano dal 1994 al 2000; vice-direttore del settimanale diocesano Vita Trentina dal 1994; docente presso lo Studio Teologico Accademico Tridentino dal 1994 al 2009; assistente ecclesiastico diocesano di Azione Cattolica dal 2000 al 2002; direttore di Vita Trentina e della radio diocesana Studio Sette in-Blu dal 2001 al 2009; responsabile dell'ufficio stampa e comunicazioni sociali della diocesi e segretario nazionale della Federazione dei settimanali diocesani per sette anni.
Nel dicembre del 2009 ha lasciato i suoi incarichi in diocesi per prestare servizio nella Conferenza episcopale italiana. È stato vice-direttore dell'ufficio comunicazioni sociali dal 22 dicembre 2009 al 21 maggio 2015; responsabile del personale dal 2012 al 2020; presidente della Fondazione ente dello spettacolo dal 2013 al 2015; consulente ecclesiastico dell'Associazione degli spettatori cattolici (AIART) dal 1º aprile 2014; direttore dell'ufficio comunicazioni sociali dal 21 maggio 2015 al 26 settembre 2019; sotto-segretario e portavoce della CEI dal 2015 al 2020; membro del comitato per la promozione del sostegno economico alla Chiesa Cattolica dal 14 gennaio 2019 e segretario della Fondazione Comunicazione e Cultura dal 9 giugno 2020.
È stato anche docente di etica e deontologia dei media e di gestione dei media presso la Facoltà di Scienze della Comunicazione dell'Università Pontificia Salesiana e presso la Pontificia Università Lateranense dal 2010 e presidente della commissione nazionale valutazione film. Mentre prestava servizio a Roma, solitamente tornava in arcidiocesi nel fine settimana per esercitare il ministero pastorale nella parrocchia di Sant'Antonio di Mavignola.
Il 12 aprile 2017 papa Francesco lo ha nominato consultore del Dicastero per la comunicazione per un quinquennio. Nel 2022 lo stesso pontefice gli ha rinnovato il mandato per un secondo quinquennio.
Nel 2020 è tornato in diocesi ed è stato nominato parroco delle parrocchie di San Marco e della Sacra Famiglia a Rovereto, di Trambileno, di San Valentino a Vanza, di San Martino a Noriglio e dei Santi Pietro e Paolo a Terragnolo.

### Ministero episcopale
Il 16 luglio 2022 papa Francesco lo ha nominato arcivescovo metropolita di Perugia-Città della Pieve; è succeduto al cardinale Gualtiero Bassetti, precedentemente dimessosi per raggiunti limiti d'età. Il 5 agosto si è congedato dalla sua arcidiocesi di origine con una messa celebrata per la festa patronale di Maria Ausiliatrice nella chiesa parrocchiale di San Marco a Rovereto dall'arcivescovo Lauro Tisi. Ha ricevuto l'ordinazione episcopale l'11 settembre successivo nella cattedrale di San Lorenzo a Perugia dal cardinale Gualtiero Bassetti, arcivescovo emerito di Perugia-Città della Pieve, co-consacranti il vescovo ausiliare e amministratore diocesano di Perugia-Città della Pieve Marco Salvi e l'arcivescovo metropolita di Trento Lauro Tisi. Durante la stessa celebrazione ha preso possesso canonico dell'arcidiocesi.
Il 10 novembre dello stesso anno è stato eletto vicepresidente della Conferenza episcopale umbra e incaricato per il settore pastorale cultura e comunicazione.
Il 29 giugno 2023, solennità dei Santi Pietro e Paolo, ha ricevuto da papa Francesco, nella basilica di San Pietro in Vaticano, il pallio, che gli è stato imposto dal nunzio apostolico Emil Paul Tscherrig il 12 settembre seguente.
Il Consiglio episcopale permanente della Conferenza Episcopale Italiana, riunitosi a Roma dal 22 al 24 gennaio 2024, lo ha nominato presidente del comitato per la promozione del sostegno economico alla Chiesa cattolica.
È membro del Dicastero per la comunicazione, dal 29 settembre 2022, e del Dicastero delle cause dei santi, dal 17 febbraio 2024.

## Genealogia episcopale
La genealogia episcopale è:
- Cardinale Scipione Rebiba
- Cardinale Giulio Antonio Santori
- Cardinale Girolamo Bernerio, O.P.
- Arcivescovo Galeazzo Sanvitale
- Cardinale Ludovico Ludovisi
- Cardinale Luigi Caetani
- Cardinale Ulderico Carpegna
- Cardinale Paluzzo Paluzzi Altieri degli Albertoni
- Papa Benedetto XIII
- Papa Benedetto XIV
- Papa Clemente XIII
- Cardinale Marcantonio Colonna
- Cardinale Giacinto Sigismondo Gerdil, B.
- Cardinale Giulio Maria della Somaglia
- Cardinale Carlo Odescalchi, S.I.
- Cardinale Costantino Patrizi Naro
- Cardinale Lucido Maria Parocchi
- Papa Pio X
- Cardinale Gaetano De Lai
- Cardinale Raffaele Carlo Rossi, O.C.D.
- Cardinale Amleto Giovanni Cicognani
- Cardinale Giovanni Benelli
- Cardinale Silvano Piovanelli
- Cardinale Gualtiero Bassetti
- Arcivescovo Ivan Maffeis

## Opere
- Ivan Maffeis, Aspetti organizzativi e qualità della comunicazione in una diocesi. L'esperienza di Trento, Milano, LAS Editrice, 1998, ISBN 978-8821303838.
- Ivan Maffeis, Cronisti dell'invisibile, Milano, Ancora, 2015, ISBN 978-8851415822.
- Ivan Maffeis e Angelo Bagnasco, Cose che ricordo. Una conversazione con Ivan Maffeis, Milano, San Paolo Edizioni, 2017, ISBN 978-8892213326.
- Ivan Maffeis e Adriano Fabris (a cura di), Di terra e di cielo. La comunicazione a servizio di una cultura dell'incontro, Milano, San Paolo Edizioni, 2017, ISBN 978-8892212848.
- Ivan Maffeis e Pier Cesare Rivoltella (a cura di), Fake news e giornalismo di pace. Commenti al Messaggio di papa Francesco. 52ª giornata mondiale delle comunicazioni sociali, Milano, Scholè, 2018, ISBN 978-8828400004.
- Ivan Maffeis e Pier Cesare Rivoltella (a cura di), Dalle communities alle comunità. Commenti al messaggio di papa Francesco per la 53ª Giornata mondiale delle comunicazioni sociali. Con una sezione di schede operative, Milano, Scholè, 2019, ISBN 978-8828400745.